# Persecució dels cristians

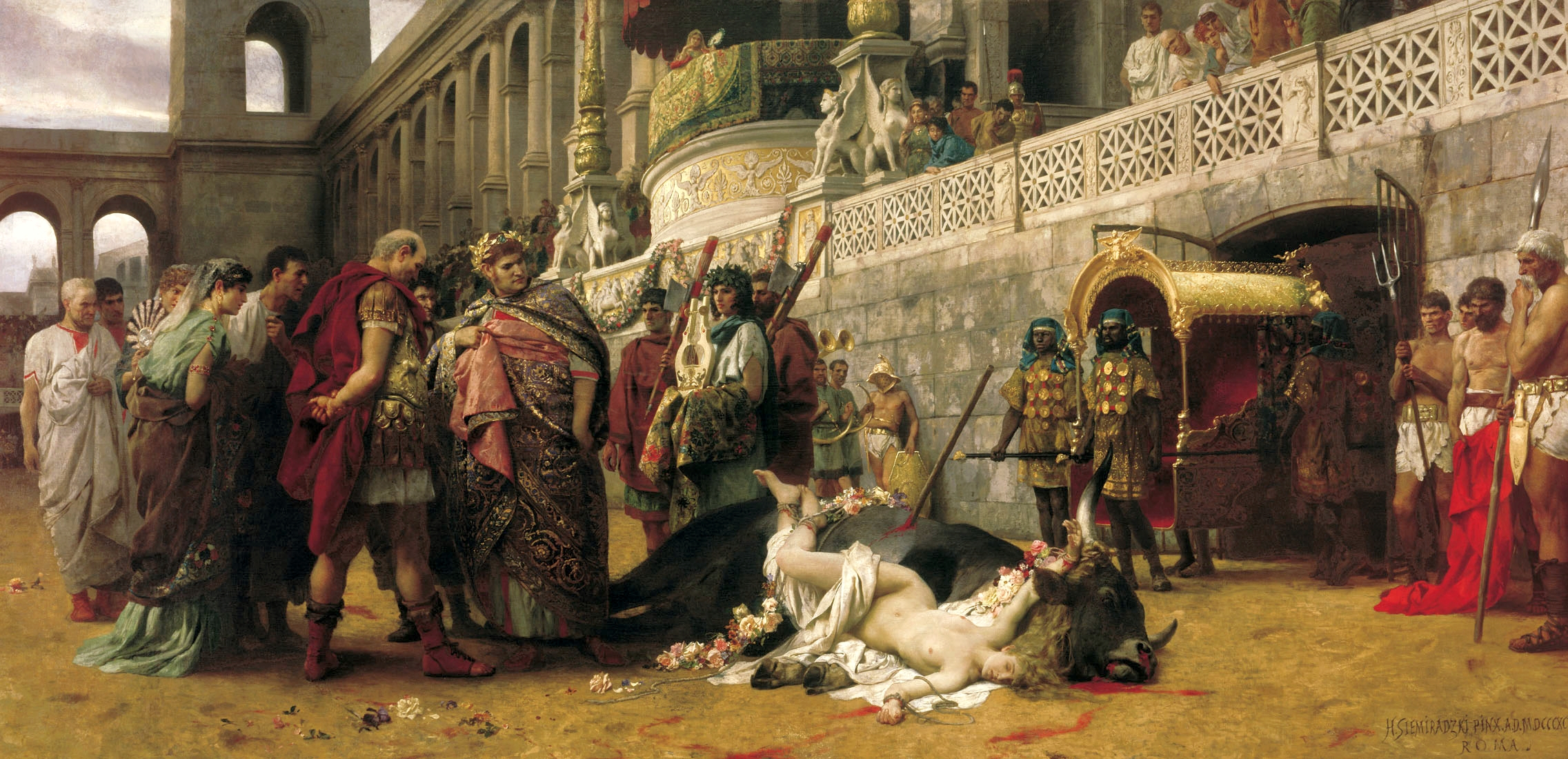
Una Dirce cristiana, per Henryk Siemiradzki. Una dona cristiana és martiritzada durant el govern de Neró en aquesta recreació del mite de Dirce (pintat per Henryk Siemiradzki, 1897, Museu Nacional de Varsòvia).

La persecució dels cristians és un fet constatable tant històricament com en l'era actual. Els primers cristians van ser perseguits per la seva fe, per part dels jueus, dels quals va sorgir la religió del cristianisme, i de l'Imperi Romà, que controlava gran part del territori a través del qual es va escampar el cristianisme primitiu. Això va continuar al segle i fins a principis del segle iv, quan la religió va ser legalitzada per Constantí I el Gran. Michael Gaddis va escriure:
 L'experiència cristiana de la violència durant les persecucions paganes formà les ideologies i pràctiques que van portar a nous conflictes religiosos en el transcurs dels segles quart i cinquè ... L'experiència formativa del martiri i persecució determina les formes en què els cristians posteriorment usarien i experimentarien la violència sota l'imperi cristià. Els discursos del martiri i la persecució van formar el llenguatge simbòlic a través del qual els cristians representaven, justificaven, o denunciaven l'ús de la violència ".
Els missioners cristians, així com els neòfits que es van convertir al cristianisme han estat objecte de persecució, moltes vegades fins al punt de ser martiritzats per la seva fe. Al llarg de la història també s'ha atès que algunes denominacions del cristianisme han patit persecucions a mans d'altres cristians, sota l'acusació d'heretgia, en particular durant la Reforma Protestant del segle xvi.
Al segle xx, els cristians han estat perseguits per grups musulmans, i per estats ateus com l'URSS i Corea del Nord. En l'actualitat (a partir de 2012), segons les estimacions de l'organització cristiana missionera Open Doors del Regne Unit, s'estima que 100 milions de cristians pateixen persecució, especialment en països de majoria musulmana, com ara l'Iran i Aràbia Saudita, També han de fer front a persecucions en estats estats ateus com ara Corea del Nord, en els quals no hi ha llibertat religiosa.
En un estudi recent, citat pel Vaticà, es va informar que 75 de cada 100 persones que van morir a causa de l'odi religiós eren cristians.

## Persecució dels cristians pels jueus

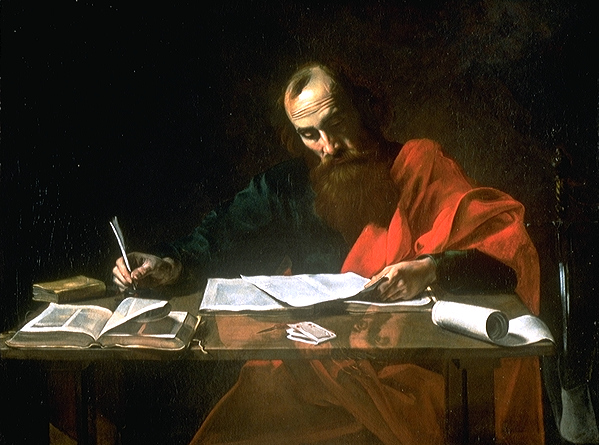
Sant Pau escrivint les Epístoles, obra de Valentin de Boulogne o Nicolas Tournier (Houston, Blaffer Foundation).

El Nou Testament diu que els primers cristians (començant pel mateix Jesús de Natzaret) van patir persecució a mans dels caps jueus d'aquesta època. També relata el principi de persecucions pels romans. El terme «els jueus» és usat amb freqüència en una forma indiscriminada que ha estat causa de controvèrsia.
Segons el Nou Testament, la persecució dels primers cristians va continuar després de la mort de Jesús. Pere i Joan van ser empresonats pels caps jueus, inclòs el summe sacerdot Ananies, que tot i això els va alliberar més tard. En un altre moment, tots els apòstols van ser empresonats pel summe sacerdot i altres saduceus, però van ser alliberats per un àngel. Els apòstols, després d'haver escapat, van ser portats novament davant del Sanedrí, però aquesta vegada Gamaliel el Vell (un rabí fariseu bon coneixedor de la literatura rabínica) va convèncer el Sanedrí d'alliberar-los.
La raó més probable de la persecució va ser, per part dels jueus, l'evident heretgia que representava la doctrina cristiana des d'un punt de vista tradicionalment jueu, ja que entre altres coses, la idea d'un Déu-Home xocava de front amb el seu fortament arrelat monoteisme (Això es percep clarament en la narració bíblica dels fets dels primers cristians). És deduïble a més que a oïdes romans, la predicació dels cristians sobre l'imminent retorn del Rei dels Jueus i l'establiment del seu regne, era sediciosa. Els romans van donar als jueus en aquest temps un autogovern limitat, les principals obligacions dels líders jueus eren recaptar impostos per a Roma i mantenir l'ordre civil. Així, els líders jueus haurien de suprimir qualsevol conversa sediciosa, i la que tinguin com això el pensament cristià, va ser un potent motor per plantar a Roma la llavor de l'odi a l'incipient cristianisme.

### Mort d'Esteve
El Nou Testament relata la lapidació d'Esteve per membres del Sanedrí. Esteve és recordat en el cristianisme com el primer màrtir (derivat de la paraula grega màrtÿros que significa 'testimoni').

### Saule-Pau de Tars
L'execució d'Esteve va ser seguida d'una gran persecució de cristians, dirigida per un fariseu anomenat Saule de Tars, que envià molts cristians a la presó. Segons el Nou Testament, aquesta persecució va continuar fins que Saule es va convertir al cristianisme (i va canviar el seu nom a Pau), després de dir que havia vist una llum brillant i sentit la veu de Jesús en el camí cap a Damasc, on estava viatjant per empresonar més cristians.
Fets 9:23-25 diu que «els jueus» a Damasc van tractar llavors de matar Pau. Estaven esperant a les portes del poble, però els va evadir en ser baixat sobre el mur de la ciutat en una cistella per altres cristians i després va escapar cap a Jerusalem. Comprensiblement, va tenir dificultat al principi per convèncer els cristians de Jerusalem que ell, el seu antic perseguidor, s'havia convertit i que ara estava sent perseguit al seu torn. Es va produir un altre atemptat contra la seva vida, aquesta vegada per «els grecians» (KJV), referint-se a un grup de jueus hel·lenistes, a qui ell va debatre mentre estaven dins i al voltant de Jerusalem.

## Persecució dels cristians a l'Imperi Romà

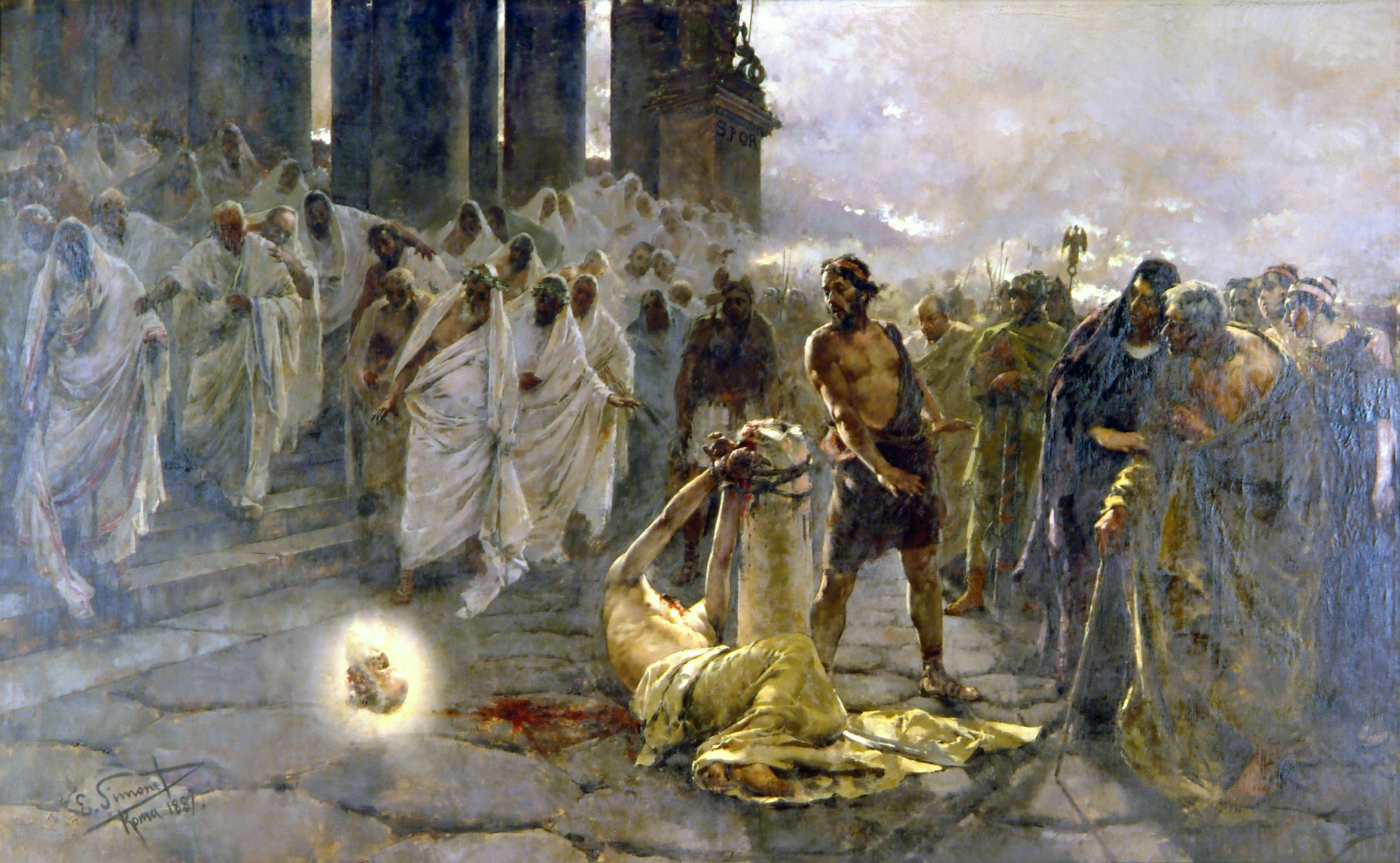
Un cuadre sobre Alma marcela goza de alegria per Enric Simonet, 1887.

Al principi, els romans van considerar el cristianisme com una nova secta jueva. A banda de les esporàdiques persecucions de Neró i Domicià, durant el segle i els cristians es van haver d'enfrontar amb més freqüència amb l'animadversió dels escribes fariseus, rectors del judaisme, que amb les autoritats romanes.
Prenent com a base diversos testimonis s'afirma que durant la segona meitat del segle i, tot el segle ii i fins al segle iv, els cristians van ser també perseguits per autoritats de l'Imperi Romà, que considerava als cristians, sia com a jueus sediciosos (recordant que l'any 70 els jueus van armar una revolta a Judea que va originar la destrucció de Jerusalem i la deportació dels jueus del seu territori a mans romanes), o com a rebels polítics. L'historiador Suetoni esmenta les revoltes causades a Roma en temps de l'emperador Claudi "per un tal Cresto", a qui cal identificar amb Crist, les doctrines havien d'haver estat divulgades per emigrants o esclaus jueus a Roma. Així mateix, Tàcit en els seus Annals parla de la persecució als cristians ("nom que prenen d'un tal Crist"), per part de Neró.
Tertul·lià, en la seva "Apologia contra els gentils", escrita l'any 200, explica quins eren els delictes que la fama imputava als cristians:
| «                         | "Que en la nocturna congregació sacrifiquem i ens mengem un nen. Que en la sang del nen degollat mullem el pa i xopat en sang mengem un tros cadascun. Que uns gossos que estan lligats als candelers els derroquen forcejant per aconseguir el pa que els llancem banyat en sang del nen. Que en les tenebres que ocasiona el forcejament dels gossos, alcavots de la malaptesa, ens barregem impiament amb les germanes o les mares. D'aquests delictes ens pregona reus la veu clamorosa popular, i encara que fa temps que se'ls imputa la fama, fins avui no ha tractat el Senat d'esbrinar" | » |
| — Tertulià, Apologia, c.7 | |   |

Els gentils assimilaven les reunions nocturnes dels cristians a ritus orientals dels "misteris", com els d'Eleusis i Samos, arrelats en les pràctiques màgiques, els misteris de Cibeles, els d'Isis, originaris d'Egipte, o els de Mitra, procedents de Pèrsia, que van aconseguir notable difusió fins i tot a Espanya i en especial a la costa catalana.
En aquest context, cal recordar que es va fer costum entre diversos emperadors romans el fet d'erigir estàtues pròpies en les diverses ciutats de l'imperi, i en autoproclamar-se déus o fills de déus (sota el títol de senyor de senyors) als quals els seus súbdits havien de respectar. Un signe exemplar d'això era l'obligació d'adorar o si més no agenollar-se davant les estàtues dels emperadors en les ciutats on es trobessin. Els cristians, prenent com principi el que Jesús és l'únic Senyor de senyors, i l'únic fill del Déu veritable, es negaven a prendre tals actituds. Els romans, abans de jutjar les seves creences, veurien en aquests gestos les actituds d'una rebel·lió política contra l'imperi, la qual cosa va originar diverses persecucions contra els cristians en aquesta època.
Hi va haver deu grans persecucions romanes contra el Cristianisme, denominades generalment amb el nom dels emperadors que les van decretar: les de Neró, Domicià, Trajà, Marc Aureli, Septimi Sever, Maximí el Traci, Deci, Valerià, Aurelià i Dioclecià.
Atès que el cristianisme era considerat il·legal en l'imperi, els cristians havien d'ocultar-se. Les seves reunions serien llavors secretes i són famoses les catacumbes de la ciutat de Roma, on es diu que els cristians es reunien tot i que segons els testimonis cristians conservats, les catacumbes no eren el mitjà més utilitzat per amagar-se, ja que la major part de les reunions de culte, es farien secretament en les mateixes cases dels fidels. Per identificar haurien utilitzat símbols que a ulls romans no fossin evidents, com el símbol del Peix (Ichthys, o IXΘΥΣ en grec), acrònim que significava per a ells Jesucrist, Fill de Déu, Redemptor.

### La persecució de Neró, 64-68
Una de les més famoses i potser la més primerenca és l'originada per l'emperador Neró, al voltant del qual es va originar la llegenda de la seva autoria de l'incendi que va acabar amb diversos barris de la ciutat de Roma. L'historiador Tàcit va escriure a principis del segle ii que, davant la remor popular que l'incendi s'havia originat per ordre superior, va trobar en els cristians els bocs expiatoris que en principi van satisfer la ira del populatxo. Van ser cruelment reprimits, segons Els Annals de Tàcit. Suetoni, un altre escriptor prominent de principis del segle ii corrobora aquesta versió, i assenyala que entre les obres públiques de Neró s'explicava que "va perseguir els cristians". Aquesta seria una de les raons que van portar a cristians com Pere o Pau a la mort a Roma, un fet del que parlen escriptors cristians dels primers segles com ara Climent.

### La persecució de Domicià, 81-96
Un altre emperador que es recorda per la seva crueltat amb els cristians va ser Domicià, entre els anys 81 i 96. Entre els nombrosos cristians martiritzats durant aquesta persecució hi havia Simeó, bisbe de Jerusalem, que va ser crucificat. Flàvia, filla d'un senador romà, va ser així mateix desterrada al Pont, i es va dictar una llei que deia: "Que cap cristià, un cop portat davant un tribunal, quedi exempt de càstig sense que renunciï a la seva religió".

### La persecució de Trajà, 109-111
Entre el 109 i el 111 dC, Plini el Jove va ser enviat per l'emperador Trajà (98-117) a la província de Bitínia com a governador. Durant el seu mandat, Plini troba als cristians, i escriu a l'emperador sobre ells. El governador va indicar que havia ordenat l'execució de diversos cristians. No obstant això, no estava segur de què fer amb aquells que van dir que ja no eren cristians, i va demanar consell a Trajà. L'emperador va respondre que els cristians no han de ser buscats i que les acusacions anònimes han de ser rebutjades com una mostra "indigna de la nostra època", i si es retracten i "adoren als nostres déus", han de ser alliberats. Els que persisteixin, però, han de ser castigats.

### La persecució de Marc Aureli, 161-180
Part del problema que els cristians van tenir durant aquesta època, va ser en gran part provocat pel populatxo, que va saquejar a les comunitats cristianes d'Àsia Menor fundades per l'Apòstol Pau. No obstant això, la condemna de Marc Aureli al cristianisme, va tenir repercussions tan conegudes com la condemna a mort de Justí, que va passar durant aquesta època. La Persecució de Lió, que va ser precedida per la violència col·lectiva, incloent assalts, robatoris i lapidacions (Eusebi, Història eclesiàstica 5.1.7), va provocar l'aniquilació de la florent cristiandat d'aquesta ciutat (segons es va dir, per ateisme i immoralitat). Altres cristians coneguts van ser torturats i martiritzats en aquest moment, com Potí o Blandina.

### La persecució de Septimi Sever, 202-210
Un altre emperador sota qui els cristians van sofrir terriblement fou Septimi Sever que va governar des del 193-211. Durant el seu regnat, Climent d'Alexandria va deixar escrit: "Molts màrtirs són cremats cada dia, confinats o decapitats, davant els nostres ulls."
Septimi Sever va usar la persecució com a pretext per atribuir als cristians la pesta i la fam que assolaven l'imperi, en aquesta persecució, especialment violenta, van patir martiri Santa Cecília i el seu marit Valerià i va tenir lloc el famós episodi de la Legió XII Fulminata.
L'emperador Sever potser no estava personalment en contra dels cristians, però l'església estava guanyant poder i l'adhesió massiva de fidels va conduir al sentiment popular anticristià i la seva persecució a Cartago, Alexandria, Roma i Corint aproximadament entre el 202 i el 210.
En el 202 Septimi va promulgar una llei que prohibia la difusió del cristianisme i el judaisme. Aquest va ser el primer decret universal que prohibia la conversió al cristianisme. Van esclatar violentes persecucions a Egipte i Àfrica del Nord. Leònides, defensor del cristianisme, va ser decapitat. El seu fill Orígenes va ser perdonat perquè la seva mare va amagar la seva roba. Una jove va ser cruelment torturada i després cremada en una caldera de brea ardent amb la seva mare. Perpètua i Felicitat van ser martiritzades durant aquest temps, igual que molts estudiants d'Orígenes d'Alexandria.

### La persecució de Maximí, 235
Maximí el Traci va iniciar una persecució dirigida principalment contra els caps de l'Església l'any 235. Una de les seves primeres víctimes va ser Poncià, que amb Hipòlit va ser desterrat a l'illa de la Sardenya.

### La persecució de Deci, 250-251
La persecució de Deci va llançar nombrosos eremites als boscos; entre els seus màrtirs s'hi compten el papa Sant Fabià i Santa Àgata, el cèlebre Orígenes va patir tals turments que va morir després a conseqüència d'ells. La persecució dels cristians es va estendre a tot l'Imperi durant el regnat de Deci i va marcar de manera duradora a l'església cristiana.
El gener de 250, Deci va publicar un edicte pel qual es requeria que tots els ciutadans fessin un sacrifici per a major glòria de l'emperador en la presència d'un oficial romà i així obtenir un certificat (Libellus) que demostrés que l'havien fet. En general, l'opinió pública condemnava la violència del govern i s'admirava de la resistència passiva dels màrtirs de manera que el moviment cristià es va enfortir. La persecució de Deci va cessar en 251, pocs mesos abans de morir.
La persecució de Deci va tenir repercussions duradores per a l'Església: com han de ser tractats els que havien comprat un certificat o havien fet realment el sacrifici? Sembla que en la majoria de les esglésies, els apòstates van ser acceptats de nou al si de l'església, però alguns grups se'ls va negar l'entrada a l'església. Això planteja importants qüestions sobre la naturalesa de l'Església, el perdó, i l'alt valor del martiri. Un segle i mig més tard, Sant Agustí va discutir amb un influent grup anomenats donatistes, que es va separar de l'Església Catòlica perquè aquesta va abraçar als que s'havien acovardit.
Gregori de Tours glossa les persecucions en la seva Història dels francs:
| «                  | Sota l'emperador Deci moltes persecucions es van aixecar contra el nom de Crist, i va haver tal massacre dels creients que no podien ser explicades. Babillas, bisbe d'Antioquia, amb els seus tres petits fills, Urbà, Prilidà i Epoló, i Sixt, bisbe de Roma, Llorenç, un ardiaca, i Hipòlit, es perfecciona pel martiri, ja que va confessar el nom del Senyor. Valentinià i Novacià eren els caps heretges més actius en contra de la nostra fe, i animaven l'enemic. En aquest moment, set homes van ser ordenats com a bisbes i enviats als gals a predicar, com la història del martiri del sant màrtir Saturní refereix. Perquè diu: "Al consolat de Deci i Grat, com la memòria fidel, recorda, la ciutat de Tolosa, va rebre al sant Saturní com el seu primer i més gran bisbe". Aquests bisbes van ser enviats: Catià bisbe de Tours, Tròfim bisbe d'Arles, Pau bisbe de Narbona, Saturní bisbe de Tolosa, Dionís bisbe de París; Etremoni bisbe de Clermont, Marcial bisbe de Llemotges. | » |
| — Llibre 1, cap.30 | |   |

Els escrits de Cebrià, bisbe de Cartago, aporten llum sobre les conseqüències de la persecució de Deci a la comunitat cristiana cartaginesa.

### La persecució de Valerià 256-259
Sota el regnat de Valerià, que va pujar al tron en 253, tots els clergues cristians van ser obligats a sacrificar als déus romans. En un edicte de 257, el càstig va ser l'exili, en 258, el càstig era la mort. Senadors cristians, cavallers i dames van ser també obligats a sacrificar, sota pena de fortes multes, reducció de rang i, més tard, la mort. Finalment, es va prohibir a tots els cristians visitar els seus cementiris. Entre els executats per Valerià es troben: Sant Cebrià, bisbe de Cartago, i Sixt II, bisbe de Roma. Segons una carta escrita per Dionisi durant aquest temps, "homes i dones, joves i ancians, donzelles i matrones, soldats i civils, de tota edat i raça, alguns per la flagel·lació i el foc, altres per l'espasa, han conquerit en la lluita i guanyat les seves corones." La persecució va acabar amb la captura de Valerià per Pèrsia. El seu fill i successor Gal·liè, va revocar els edictes del seu pare.
Una ordre d'arrestar un cristià, de data 28 de febrer 256, es va trobar entre els Papirs d'Oxirrinc (P. Oxy 3035). En el document no es detallen els motius de la detenció.

### La persecució de Dioclecià, La gran persecució 303-313
La persecució de Dioclecià va ser la més greu, ja que aquest va voler reformar l'imperi en tots els aspectes i una part molt essencial de la seva política era reforçar el culte imperial. La instigació d'això li vingué dels cèsars Maximià i Galeri; fins i tot ciutats senceres cristianes van ser arrasades. Va ser tan llarga aquesta persecució que va ser anomenada l'Era dels Màrtirs, i entre els més cèlebres s'hi compten diversos papes, Sant Sebastià, Sant Pancraç i Santa Agnès.

### La persecució de Julià
Julià l'Apòstata, va ser l'últim emperador pagà de l'Imperi Romà. Es va criar en un moment en què el paganisme estava en declivi, a Roma. En ser proclamat august l'any 361, Julià immediatament va declarar la seva fe als antics déus romans i va començar a provocar un renaixement pagà. No obstant això, va ser assassinat a Pèrsia l'any 363 i el seu intent de restaurar el paganisme finalment va fracassar.
Julià va utilitzar molts mètodes per trencar subtilment l'Església. Va recordar als bisbes que havien estat desterrats per ensenyaments herètiques, el clergat va ser desposseït del seu dret a viatjar per compte de l'Estat (com ho havien fet anteriorment) i va prohibir als cristians ensenyar obres clàssiques com ara la Ilíada o l'Odissea. Julià va ser substituït per l'emperador cristià Jovià.

## La persecució dels cristians durant l'edat mitjana

### La persecució dels cristians pels perses i els jueus durant les guerres romano-perses
L'establiment de la dinastia sassànida el 226 va suposar també l'establiment com a religió d'estat del mazdeisme. Els cristians de Pèrsia van començar a ser perseguits sota Artaxerxes I.
Al segle següent, Constantí I el Gran, l'emperador romà que va donar llibertat religiosa als cristians (va romandre pagà i no es va fer cristià al final de la seva vida) fou vist com el protector natural dels cristians de Pèrsia. El cap dels cristians de Pèrsia, el catolicós Simó Barsabba, i el teòleg Afraat, no amagaven les seves simpaties per l'emperador i per l'Imperi Romà. Armènia havia esdevingut cristiana el 301 (quan es va batejar el rei Tiridates III d'Armènia, antic perseguidor dels cristians) va ser objectiu dels perses des del 338 (la van conquerir el 352), el mateix any en què els perses van començar a atacar Nisibe que en pocs anys va patir tres setges (338, 346 i 350). El 340 els mazdaistes van començar una gran persecució de cristians que va durar fins al 379.
La guerra entre Pèrsia i Roma no havia anat bé pels romans però el 363 Julià l'Apòstata va agafar personalment la direcció de la guerra i va capgirar la situació. Després de passar per Rakka (Callinicum) i Circesium, va creuar el Khabur (Chabouras) i va entrar a Mesopotàmia, va baixar en direcció sud-est i va conquerir Pirisabora (Anbar) derrotant a l'exèrcit persa en diversos xocs, arribant fins a les runes de Selèucia del Tigris; va travessar el riu Tigris i va arribar davant de Ctesifont que no va gosar a atacar, pujant llavors seguint el riu cap a Assíria. Un atac dels perses fou rebutjat per Julià el 16 de juny del 363 però en un dels combats menors aïllats, Julià, que era valent i temerari fins a l'extrem i s'arriscava més del normal, va morir (27 de juny). Jovià, el seu successor, va pactar amb Sapor II i va ordenar la retirada a canvi de la pau; va haver d'entregar (retornar) les cinc províncies del Tigris capturades per Dioclecià i Galeri, i el nord-est de Mesopotàmia incloent Sindjar i Nisibe i va haver de reconèixer l'establiment del protectorat persa a Armènia on el rei Àrsaces II d'Armènia fou executat aviat (vers el 368) i encara que el 370 Valent va restablir al seu fill Pap d'Armènia, cristià, en el tron el domini romà fou precari. El 374 el rei Pap d'Armènia, tot i ser lleial als romans, fou eliminat per ordre de l'emperador que va fer posar al tron a Varasdat d'Armènia que va durar fins al 378 quan el rei va fugir i es va establir una regència.
Sapor II de Pèrsia va morir el 379. Llavors van acabar les persecucions religioses. El seu successor Artaxerxes II va tenir un regnat marcat pels conflictes amb els grans nobles, que finalment el van destronar. Sapor III (383-388) va signar la pau amb Roma i fou finalment assassinat pels grans nobles el 388 i el va succeir Bahram IV (388-399) que va haver de lluitar contra els huns heftalites al Khurasan i part de Pèrsia; potser per això va signar un tractat de pau (entre el 387 i el 390) amb l'Imperi Romà, pel qual els romans renunciaven al protectorat d'Armènia de la qual van conservar algunes províncies occidentals (Erzerum, Martiròpolis, Sofene (Kharput), Sofanene (Sud de Martiròpolis i est d'Amida), Astianene i Balabitene.
Isdigerdes I va seguir una política d'amistat amb Roma, i fou tolerant envers els cristians. Va rebre a la seva cort al bisbe Marutha de Martiròpolis al que va autoritzar un concili a Selèucia del Tigris el 410, en el qual l'església cristiana persa va adoptar els canons de Nicea. El rei va autoritzar als cristians la construcció d'esglésies i el lliure exercici del culte. Un patriarcat es va establir a Selèucia-Ctesifont, amb metropolitans a Beit Lapat (Gundixapur), Part de Maichan (Messene, prop de Basra), Karka de Beit Slokh (Kirkuk), Bei Garmal (Arbela) i Nisibe. Hi havia 30 bisbats ordinaris, alguns en terres ètnicament perses. El patriarca Yahballaha I (415-420) fou fins i tot enviat pel rei com ambaixador a Constantinoble, "per la concòrdia dels dos imperis" (417/418). Alguns excessos dels cristians que van cremar pires dels mazdaistes, van provocar una certa repressió però només de caràcter local, vers el 420.
D'acord amb Antíoc, un monjo del segle setè a Palestina, poc després que l'exèrcit persa va entrar a Jerusalem l'any 614, es va dur a terme un saqueig i sacrilegi sense precedents. Església rere església va ser incendiada i innombrables objectes cristians van ser robats o danyats per l'incendi posterior. Atès que Còsroes II generalment practicava la tolerància religiosa i tractava els cristians amb respecte, no se sap per què Sarbar va ordenar tal massacre. Una de les raons podria haver estat simplement la ràbia de Sarbar per la resistència que li havia ofert la població cristiana de Jerusalem.
Els relats dels primers cronistes cristians suggereixen que 26.000 jueus rebels van entrar als carrers de la ciutat. Alguns cristians de Jerusalem van ser portats captius, reunits i assassinats en massa pels jueus. L'historiador grec Antíoc escriu que els cristians captius s'havien reunit prop del dipòsit de Mamil·la i els jueus es van oferir a ajudar-los a escapar de la mort si "es convertien en jueus i negaven a Crist". Els captius cristians es va negar, i els jueus encoleritzats, com que havien comprat els cristians als perses, els van massacrar al moment. Antíoc escriu:
Llavors els jueus ... igual que abans havien comprat el Senyor als jueus amb plata, així van adquirir els cristians del dipòsit; van donar la plata als perses, i van comprar un munt de gent cristiana i els van escorxar com ovelles.
D'acord amb Antíoc, el nombre total de cristians morts fou de 66.509, dels quals 24.518 cadàvers van ser trobats a Mamil·la, molts més que els que es troben en cap altre lloc a la ciutat. Altres fonts donen una xifra de 60.000 morts. Els jueus destruïren les esglésies cristianes i els monestirs, van cremar els llibres i van matar als monjos i sacerdots. Segons els arqueòlegs israelians, no hi va haver destrucció d'esglésies. El 1989 va ser descoberta una fossa d'enterrament massiu a la cova de Mamil·la per l'arqueòleg israelià Ronny Reich.

### La persecució dels cristians en els primers califats i califats medievals
En general, als cristians subjectes al govern islàmic se'ls va permetre practicar la seva religió amb algunes notables limitacions (vegeu Pacte d'Umar).
Com a Gent del Llibre se'ls va atorgar l'estatus de dhimmi (juntament amb jueus i mandeus), que, tot i ser inferior a la situació dels musulmans, va ser més favorable que la difícil situació dels partidaris de les religions no abrahàmiques, com els zoroastrians i els pagans.
De vegades, tenien lloc pogroms anti-cristians. En la xaria, els no musulmans estan obligats a pagar l'impost de la jizya, cosa que va suposar una proporció significativa d'ingressos per a l'Estat islàmic i va convèncer a molts cristians a convertir-se a l'Islam (Stillman (1979), p. 160.). D'acord amb l'escola de la xaria hanafí, el testimoni d'un no musulmà (com un cristià) no es considerava vàlid contra el testimoni d'un musulmà. Altres escoles diferien d'aquesta opinió. Als cristians no se'ls permetia casar-se amb una dona musulmana sota la xaria. Als homes musulmans d'altra banda se'ls va permetre casar-se amb dones cristianes.
Els cristians sota domini islàmic tenien dret a convertir-se a l'Islam o a qualsevol altra religió, mentre que un murtad, o apòstata de l'Islam, encarava sancions greus o fins i tot hadd, el que podria incloure la pena de mort.
Tamerlà instigà les matances a gran escala dels cristians a Mesopotàmia, Pèrsia, Àsia Menor i Síria al segle xiv. La majoria de les víctimes eren assiris, arameus i armenis, membres de l'Església Assíria Oriental i Esglésies ortodoxes, el que va portar a la destrucció de la majoria de la població assíria al nord de Mesopotàmia.

### Persecució medieval de l'heretgia cristiana
A l'edat mitjana l'Església Catòlica Romana es va moure per suprimir l'heretgia dels càtars, un cop el Papa hagué sancionat una croada contra els albigesos, durant el curs de la qual es va dur a terme la massacre de Béziers, amb entre set i vint mil morts. El legat papal Arnau Amalric, quan se li va preguntar com els catòlics podien distingir-se dels càtars una vegada que la ciutat va caure, va pronunciar la seva famosa resposta: "Mateu-los a tots, Déu reconeixerà els seus". Durant el període de vint anys d'aquesta campanya s'estima que entre 200.000 i 1.000.000 de persones van ser assassinades.
Jan Hus, un predicador de la reforma de Bohèmia, va ser cremat en la foguera el 6 de juliol de 1415. El Papa Martí V va publicar una butlla el 17 març del 1420, que proclamava la croada "de la destrucció dels wycliffites, hussites i la resta d'heretges a Bohèmia".
Les croades a l'Orient Mitjà també es van estendre a la conquesta de l'Església Ortodoxa Oriental per part dels cristians pels catòlics romans i van tractar de suprimir l'Església Ortodoxa. Els valdesos van ser també perseguits per l'Església Catòlica, però han sobreviscut fins al dia d'avui.

## Primer període modern (1500 a 1815)

### Reforma

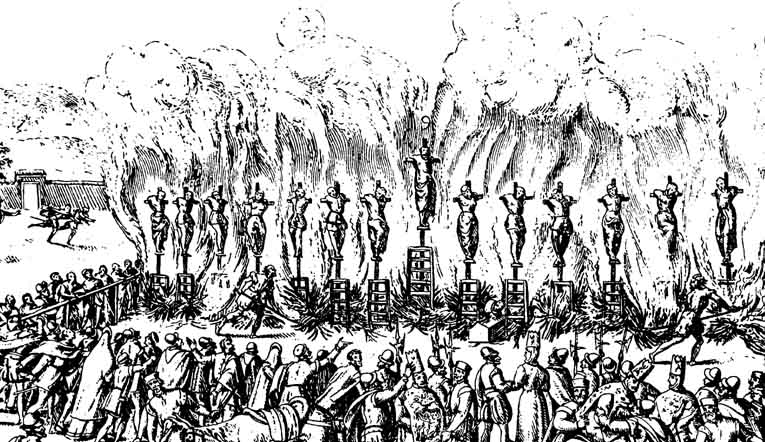
Acte de fe de Valladolid, Espanya, en què catorze cristians van ser cremats en una estaca per la seva fe luterana, el 21 de maig del 1559

La reforma va donar lloc a un llarg període de guerres i violència comunal entre faccions catòliques i protestants, la qual cosa va donar lloc a massacres i va obligar a la supressió dels punts de vista alternatius per la facció dominant en gran part d'Europa.

#### Anticatolicisme
L'anticatolicisme es va iniciar oficialment el 1534 durant la reforma anglicana; l'Acta de Supremacia va fer del rei d'Anglaterra l'únic cap suprem a la terra de l'Església d'Anglaterra. Qualsevol acte d'adhesió a aquesta última es va considerar traïció. Va ser sota aquest acte que Thomas More va ser executat. El menyspreu de la reina Elisabet envers els missioners jesuïtes va donar lloc a moltes execucions a Tyburn. Com a càstig per la rebel·lió de 1641, gairebé totes les terres propietat de catòlics irlandesos van ser confiscades i donades als colons protestants. En virtut de les lleis penals cap catòlic irlandès podria seure al Parlament d'Irlanda, tot i que al voltant del 90% de la població d'Irlanda era nativa catòlica irlandesa, quan la primera d'aquestes prohibicions es va introduir en 1691. La lluita entre catòlics i protestants ha estat considerada en gran part com la causa del conflicte nord-irlandès.
Aquesta actitud es va dur a les colònies angleses a Amèrica, que finalment es van convertir en els Estats Units. En aquestes colònies, el catolicisme es va introduir amb l'assentament de Maryland el 1634; aquesta colònia ofereix un rar exemple de tolerància religiosa en una època bastant intolerant, particularment entre altres colònies angleses que sovint exhibeixen un fort protestantisme militant. (Vegeu la Llei de Tolerància de Maryland, i té en compte la preeminència de l'Arxidiòcesi de Baltimore en els cercles catòlics.), Però, en el moment de la Revolució Americana, els catòlics formaven menys d'un 1% de la població de les tretze colònies.

#### Anti-ortodòxia oriental
En 1656, Macari III Zaim, que era el Patriarca grec d'Antioquia, es lamentava de les atrocitats comeses pels polonesos catòlics contra els seguidors de l'Església Ortodoxa Grega. Macari va ser citat dient que setanta o vuitanta mil seguidors de l'ortodòxia oriental van perdre la vida sota les mans dels catòlics. El Patriarca grec Macari desitjava la sobirania turca per damunt de la subjugació catòlica, i ho deia així: 
Déu perpetuarà l'imperi dels turcs pels segles dels segles ! Es dediquen a cobrar impostos i no es fiquen en disputes religioses, sia amb súbdits cristians o nazarens, jueus o samaritan, mentre que els polonesos maleïts no es van acontentar amb els impostos i els delmes dels germans de Crist ... 

#### Antiprotestantisme

Massacre del dia de Sant Bartomeu

La lluita contra el protestantisme es va originar en una reacció de l'Església Catòlica en contra de la Reforma Protestant del segle xvi. Els protestants van ser denunciats com a heretges i foren objecte de persecució en aquests territoris, com Espanya, Itàlia i els Països Baixos, per part de la Inquisició, en la qual els catòlics van ser el poder dominant. Aquest moviment va ser orquestrat pels Papes i prínceps, igualq que la Contrareforma. Això va donar lloc a guerres de religió i a erupcions d'odi sectari com la Massacre del dia de Sant Bartomeu de 1572.

#### La persecució dels anabaptistes
Quan les disputes entre luterans i catòlics romans van arribar a una dimensió política, ambdós grups van veure altres grups de dissidents religiosos que estaven sorgint com un perill per a la seva pròpia seguretat. La primerenca "Täufer" (lit. "Baptistes") van ser rebuda amb desconfiança i rebutjada per ambdós partits religiosopolítics. La persecució religiosa fou sovint perpetrada com a mitjà de control polític, i això es fa evident amb el Tractat d'Augsburg en 1555. Aquest tractat atorga base legal per a la persecució dels anabaptistes.

### Xina
A partir de finals del segle xvii, el cristianisme va ser prohibit durant almenys un segle a la Xina per l'emperador Kangxi de la dinastia Qing després que el Papa prohibís als catòlics xinesos de venerar els seus familiars o Confuci. Durant la rebel·lió dels bòxers, bòxers anticristians i els Valents de Kansú musulmans que servien en l'exèrcit xinès atacaren els cristians.
Durant l'Expedició al Nord, el Kuomintang va incitar un sentiment contra els estrangers, un sentiment anti-occidental. Els retrats de Sun Yat-sen van substituir el crucifix en diverses esglésies, mentre pòsters del KMT proclamaven: "Jesucrist ha mort. Per què no adorar una cosa viva, com el nacionalisme?". Els missioners estrangers van ser atacats i van esclatar disturbis contra els estrangers.
Durant l'Expedició al Nord, el 1926, a Guangxi, el general musulmà Bai Chongxi va conduir a les seves tropes a la destrucció dels temples budistes i els seus ídols, i convertí els temples en escoles i seus del partit Kuomintang. Es va informar que gairebé tots els monestirs budistes a Guangxi havien estat destruïts per Bai d'aquesta manera. Els monjos van ser expulsats. Bai encapçalà una onada d'anti-estrangerisme a Guangxi, atacant als estrangers dels Estats Units, Europa i altres i missioners, i en general fent la província insegura per als estrangers. Els occidentals fugiren de la província, i alguns cristians xinesos van ser atacats també com a agents imperialistes.

### Japó
Tokugawa Ieyasu va assumir el control del Japó en 1600. Com a Toyotomi Hideyoshi, no li agradaven les activitats cristianes al Japó. El shogunat Tokugawa finalment va decidir prohibir el catolicisme, en 1614 i a mitjans del segle xvii exigí l'expulsió de tots els missioners europeus i l'execució de tots els conversos. Això va marcar la fi del cristianisme obert al Japó. La Rebel·lió Shimabara, dirigida per un jove japonès cristià anomenat Amakusa Shiro Tokisada, es va dur a terme el 1637. Després que caigués el Castell de Hara, les forces del shogunat decapitaren uns 37.000 rebels i simpatitzants. El cap tallat d'Amakusa Shiro va ser portat a Nagasaki per a la seva exhibició pública, i tot el complex en Hara castell va ser cremat des dels fonaments i enterrat juntament amb els cossos de tots els morts.
Molts dels cristians al Japó va continuar mantenint durant dos segles la seva religió com a Kakure Kirishitan, o cristians ocults, sense cap mena de sacerdots o pastors. Alguns dels que van ser assassinats per la seva fe són venerats com a màrtirs del Japó.
Si bé el cristianisme va ser permès posteriorment durant l'era Meiji, els cristians van ser perseguits de nou durant el període de sintoisme estatal, i fins i tot en els cristians del segle xxi sovint s'espera que treballin els diumenges i el Nadal.

### Índia

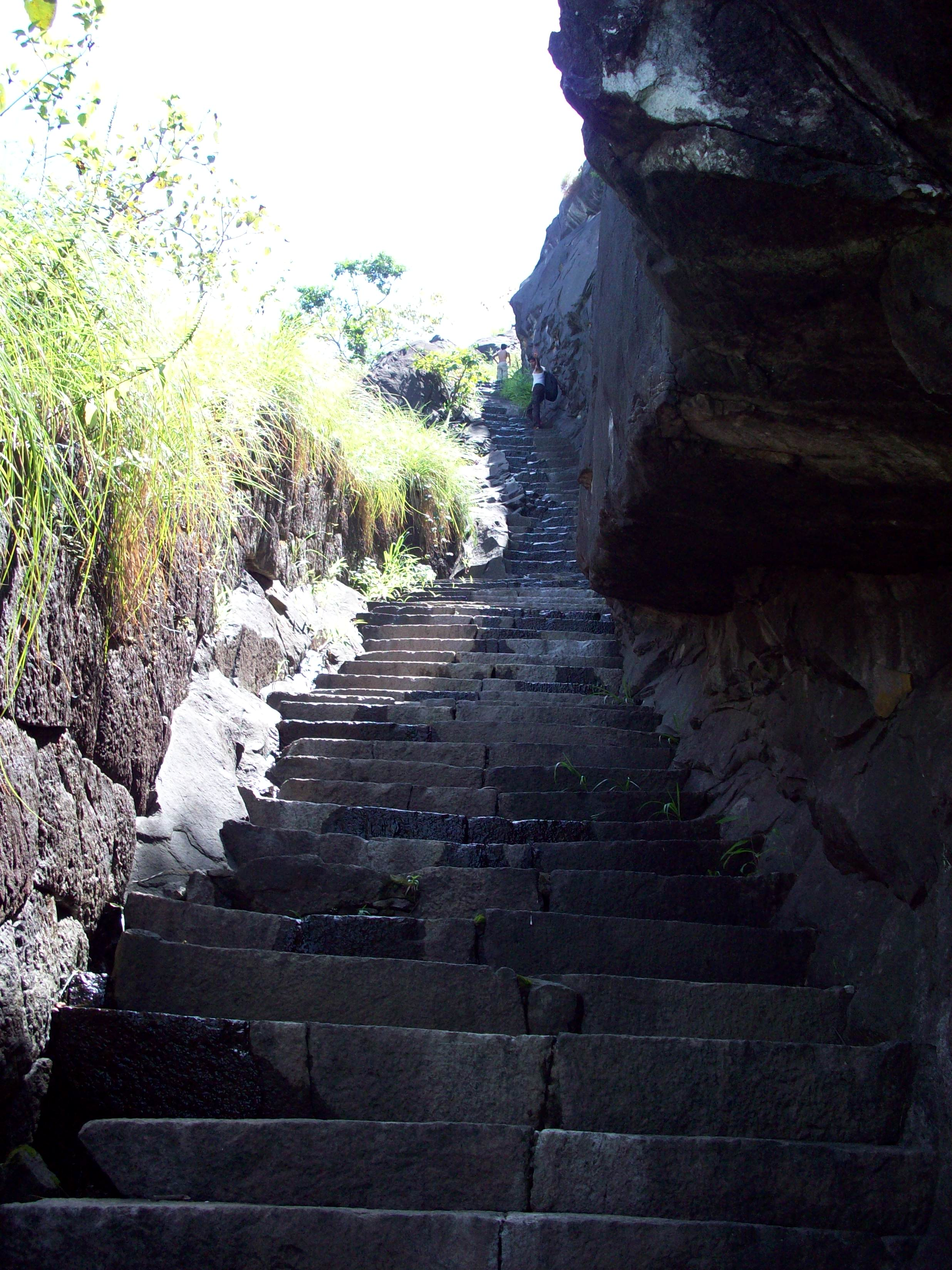
La ruta del Fort de Jamalabad. Els catòlics mangaloreans havien viatjat a través d'aquesta ruta en el seu camí cap a Seringapatam

Malgrat el fet que hi ha hagut relativament pocs conflictes entre musulmans i cristians a l'Índia, en comparació amb les que hi ha entre els musulmans i els hindús o musulmans i sikhs, la relació entre musulmans i cristians han estat de vegades turbulenta. Amb l'arribada del colonialisme europeu a l'Índia al llarg dels segles 16, 17 i 18, els cristians van ser perseguits sistemàticament en uns quants regnes de govern musulmà a l'Índia. En l'actualitat també existeix una persecució duta a terme pels nacionalistes hindús. Un informe de Human Rights Watch va assenyalar que hi ha un augment de la violència anti-cristiana a causa del nacionalisme hindú i Narula Smita, investigadora de la Divisió d'Àsia de Human Rights Watch va declarar que "els cristians són el nou boc expiatori en les lluites polítiques de l'Índia. Sense una acció immediata i decisiva pel govern, les tensions comunals seguiran sent explotats amb fins polítics i econòmics".
El musulmà Tippu Sultan, governant de la Regne de Mysore, va dur a terme accions contra la comunitat catòlica mangaloreana Mangalore i el districte de South Kanara districte a la costa sud-oest de l'Índia. Tippu tenia fama de ser molt anti-cristià. El captiveri dels catòlics angaloreans a Seringapatam, va començar el 24 de febrer de 1784 i va acabar el 4 de maig de 1799.
El Manuscrit Bakur l'assenyala pronunciant aquestes paraules:
"Tots els musulmans han d'anar ensems, i considerar l'aniquilació dels infidels com un deure sagrat, i treballar amb totes les seves forces per aconseguir aquest objectiu".
Poc després del Tractat de Mangalore el 1784, va obtenir el control de Tippu Canara. Va donar ordres d'assetjar els cristians de Canara, confiescar les seves propietats, i deportar-los a Seringapatam, la capital del seu imperi, a través de la ruta del Fort de Jamalabad. No hi havia sacerdots entre els captius. Juntament amb el P. Miranda, els 21 sacerdots detinguts van rebre ordres d'expulsió a Goa, una multa de 200.000 rupies i l'amenaça de mort a la forca, si és que alguna vegada tornaven.
Tippu va ordenar la destrucció de 27 esglésies catòliques. Entre ells es trobaven l'església de Nossa Senhora de Rosario Milagres a Mangalore, el Seminari del P. Miranda a Monte Mariano, l'Església de Jesu Marie Jose a Omzoor, la Capella de Bolar, l'Església de Merces a Ullal, Imaculata Conceiciao a Mulk, San José a Perar, La Nossa Senhora dos Remedios a Kirem, Sant Llorenç a Karkal, Rosario a Barkur, Immaculada Conceciao a Baidnur. Totes van ser arrasades, amb l'excepció de la Igreja da Santa Cruz Hospett, també coneguda com a Església d'Hospet a Hospet, a causa dels bons oficis del Chauta Raja de Moodbidri.
D'acord amb Thomas Munro, un soldat escocès i primer col·lector (recaptador de districte) de Canara, al voltant de 60.000 d'ells, gairebé el 92 per cent de tota la comunitat catòlica mangaloerana, van ser capturats; només 7.000 es va escapar. Francis Buchanan dona la xifra de 70.000 presonsers, d'una població de 80.000, i uns 10.000 van escapar. Es van veure obligats a enfilar-se gairebé 1.200 metres a través de les selves de les cadenes muntanyoses dels Ghats Occidentals. Hi havia 340 km des de Mangalore a Seringapatam, i el viatge va durar sis setmanes. Segons els registres del govern britànic, 20.000 d'ells van morir en la marxa cap a Seringapatam. Segons James Scurry, un oficial britànic, que va estar captiu junt amb els catòlics mangaloreans, 30.000 d'ells van ser convertits per força a l'Islam. Les dones joves i les nenes es van casar per la força amb els musulmans que hi vivien. Els joves que van oferir resistència van ser desfigurats arrencant-los el nas, el llavi superior, i les orelles. Segons el Sr Silva de Gangolim, un supervivent de la captivitat, si una persona que s'havia escapat de Seringapatam era trobat, el càstig a les ordres de Tippu era que li tallessin les orelles, el nas, els peus i una mà.
L'arquebisbe de Goa, va escriure el 1800, "és notòriament coneguda en tota Àsia, i totes les altres parts del món de l'opressió i el patiment experimentat pels cristians en el Domini del Rei de Kanara, durant la usurpació d'aquest país per Tippu Sultan, per un odi implacable que tenia contra aquells que professaven el cristianisme."

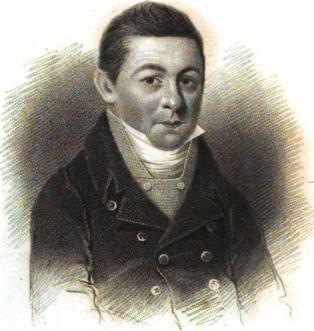
esqL'oficial britànic James Scurry, que fou retingut com a presoner durant 10 anys per Tipu Sultan juntament amb els catòlics mangaloreans

La invasió de Tippu Sultan de la Costa Malabar va tenir un impacte advers en la comunitat de Cristians de Sant Tomàs de la costa Malabar. Moltes esglésies en Malabar i Cochin van ser danyades. L'antic seminari sirià nasrani a Angamaly que havia estat el centre de l'educació religiosa catòlica durant diversos segles va ser arrasat fins als fonaments pels soldats de Tippu. Molts manuscrits religiosos de segles d'antiguitat es van perdre per sempre. L'església es va traslladar més tard a Kottayam on encara existeix fins ara. L'església Mor Sabor a Akaparambu i l'Església Martha Mariam unida al seminari van ser destruïdes també. L'exèrcit de Tippu va calar foc a l'església a Palayoor i va atacar l'Església d'Ollur el 1790. Posteriorment, l'església i el seminari d'Ambazhakkad també van ser destruïts. En el transcurs d'aquesta invasió, molts dels Cristians de Sant Tomàs van ser assassinats o convertits per força a l'Islam. La major part de les plantacions de coco, nous d'areca, pebre i anacards conreades pels camperols Cristians de Sant Tomas van ser també destruïdes indiscriminadament per l'exèrcit invasor. Com a resultat, quan l'exèrcit de Tippu envaí les àrees de Guruvayur i adjacents, la comunitat cristiana siriana va fugir de Calicut i petites viles com Arthat a nous centres com Kunnamkulam, Chalakudi, Ennakadu, Cheppadu, Kannankode, Mavelikkara, etc on ja HI havia cristians. Se'ls va donar refugi per part de Sakthan Tamburan, el governant de Cochin i Thirunal Karthika, el governant de Travancore, que els va donar terres, plantacions i va afavorir els seus negocis. El coronel Macqulay, el resident britànic de Travancore també els va ajudar.
La persecució de Tippu envers els cristians també s'estengué als soldats britànics capturats. Per exemple, hi hagué una gran quantitat de conversions forçades de presoners britànics entre 1780 i 1784. Després de la seva desastrosa derrota a la batalla de Pollilur, 7.000 homes britànics, juntament amb un nombre desconegut de dones van ser capturats per Tippu a la fortalesa de Seringapatnam. D'ells, més de 300 van ser circumcidats i se'ls donà roba i noms musulmans i roba i diversos nens timbalers britànics del regiment van ser obligats a portar ghagra cholis i entretenir a la cort com a nenes nautch o ballarines. Després de 10 anys el llarg captiveri acabà, i James Scurry, un d'aquests presoners, va relatar que s'havia oblidat de com seure en una cadira i de com fer servir un ganivet i una forquilla. Parlava anglès amb dificultat i de manera poc natural, havia perdut tota la seva forma vernacla d'expressar-se. La seva pell s'havia enfosquit i tornat morena com si fos negre i, a més, havia desenvolupat una aversió a l'ús de roba europea.
Durant la rendició de la fortalesa de Mangalore, que va ser lliurada en un armistici pels britànics i la seva posterior retirada, tots el mestissos i estrangers no britànics que es van quedar van ser assassinats, juntament amb 5.600 catòlics mangaloreans. Els condemnats per Tippu Sultan per traïció van ser penjats a l'instant, les forques estan aclaparades pel nombre de cadàvers que portaven. El riu Netravati estava tan podrit amb la pudor dels cossos moribunds, que els residents locals es van veure obligades a abandonar les cases riberenques.
A més de la persecució històrica, hi ha hagut diversos atacs en la moderna Índia, duts a terme principalment pels radicals hindús com les onades d'atacs a Karnataka, on els atacs es van dirigir contra les esglésies cristianes i espais de pregària a Karnataka per la Bajrang Dal; el governant partit BJP fou acusat de participar-hi. La violència va començar a partir del 14 de setembre de 2008 quan prop de 20 esglésies van ser atacades a Mangalore, Udupi, Chikkamagaluru, i en altres districtes de Karnataka. Es va informar posteriorment d'aldarulls menors des de l'estat fronterer de Kerala. Així mateix, a Gujarat, on 22 esglésies van ser incendiades o destruïdes i altres 16 danyades. La violència contra els cristians també va esclatar a Orissa, la qual cosa va ser provocat per la mort de Graham Staines que era un missioner australià que treballava amb la Societat Missionera Evangèlica de Mayurbhanj, una societat missionera australiana. La nit del 22 de gener de 1999, es trobava dormint en el seu cotxe quan aquest va ser incendiat. Graham i els seus dos fills, de deu anys, Philip i Timothy sis anys, van morirDara Singh, un fanàtic hindú d'Etawah a Uttar Pradesh, va ser arrestat pel crim. El 22 de setembre de 2003, un tribunal nomenat per l'Oficina Central d'Investigació va condemnar a mort Dara Singh i altres 12 persones foren condemnades a cadena perpètua pels assassinats.

### Revolució Francesa

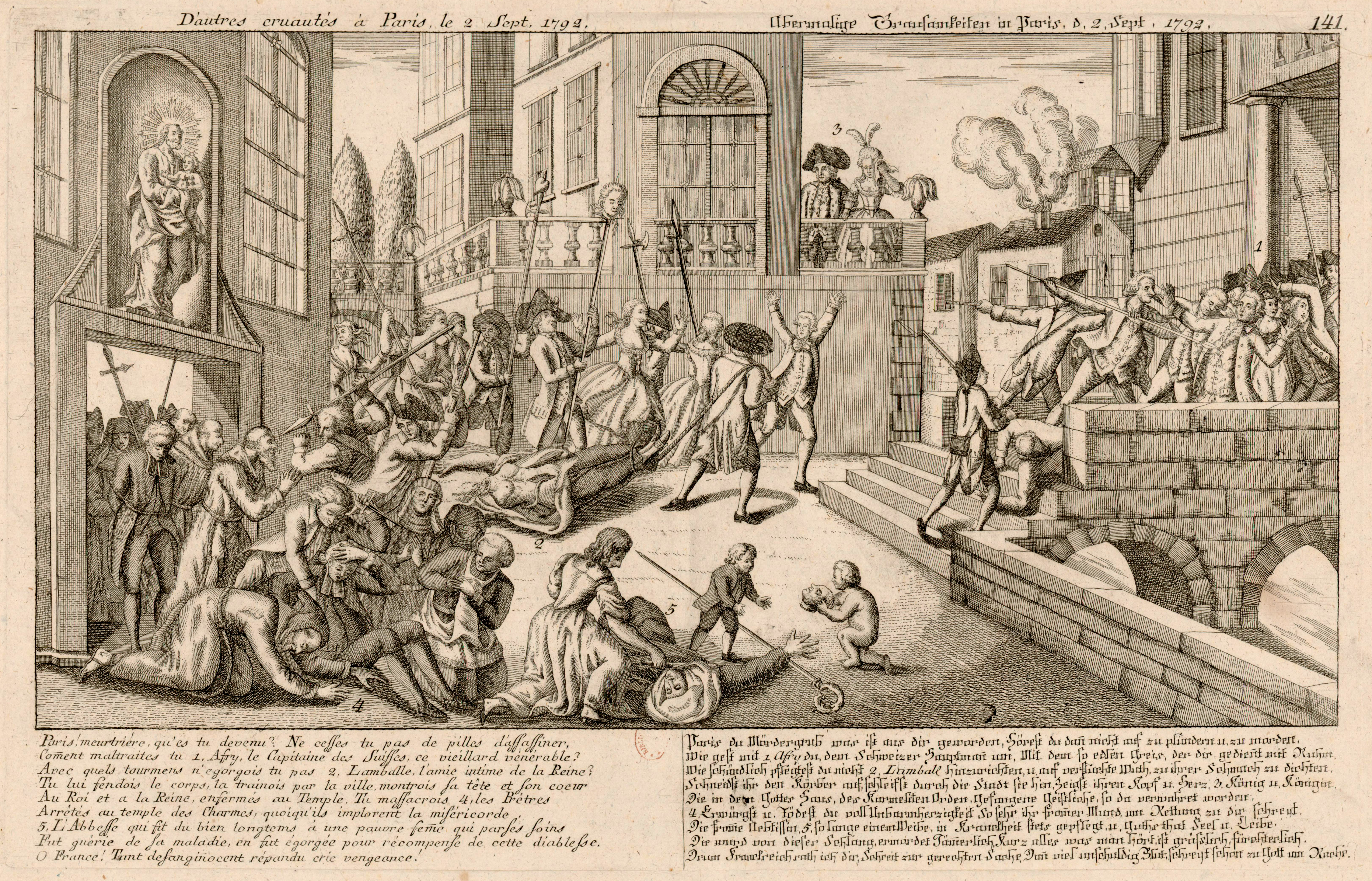
Massacres del 2 de setembre, 1792

La descristianització de França durant la Revolució Francesa és una descripció convencional d'una campanya duta a terme per diversos governs francesos de l'era Robespierre, que comencen amb l'inici de la Revolució Francesa el 1789, per eliminar qualsevol símbol que pogués estar associada amb el passat, especialment la monarquia.
El programa va incloure les següents polítiques:
- Deportació de clergues i la condemna de molts d'ells a la mort,
- Tancament, profanació i pillatge de les esglésies, l'eliminació de la paraula "sant" dels noms de carrers i altres actes de bandejament de la cultura cristiana de l'esfera pública
- Eliminació d'estàtues, plaques i altra iconografia dels llocs de culte
- Destrucció de creus, campanes i altres signes externs de culte
- Institució dels cultes revolucionaris i cívics, inclòs el culte de la raó i, posteriorment, el Culte del l'Ésser Suprem,
- La destrucció a gran escala dels monuments religiosos,
- La prohibició del culte públic i privat i de l'educació religiosa,
- Matrimonis forçats del clergat,
- Abjurament forçat del sacerdoci, i
- Promulgació d'una llei de 21 octubre 1793 que feia a tots els sacerdots que no havien jurat i a tota persona que els albergués subjectes de mort a l'acte.

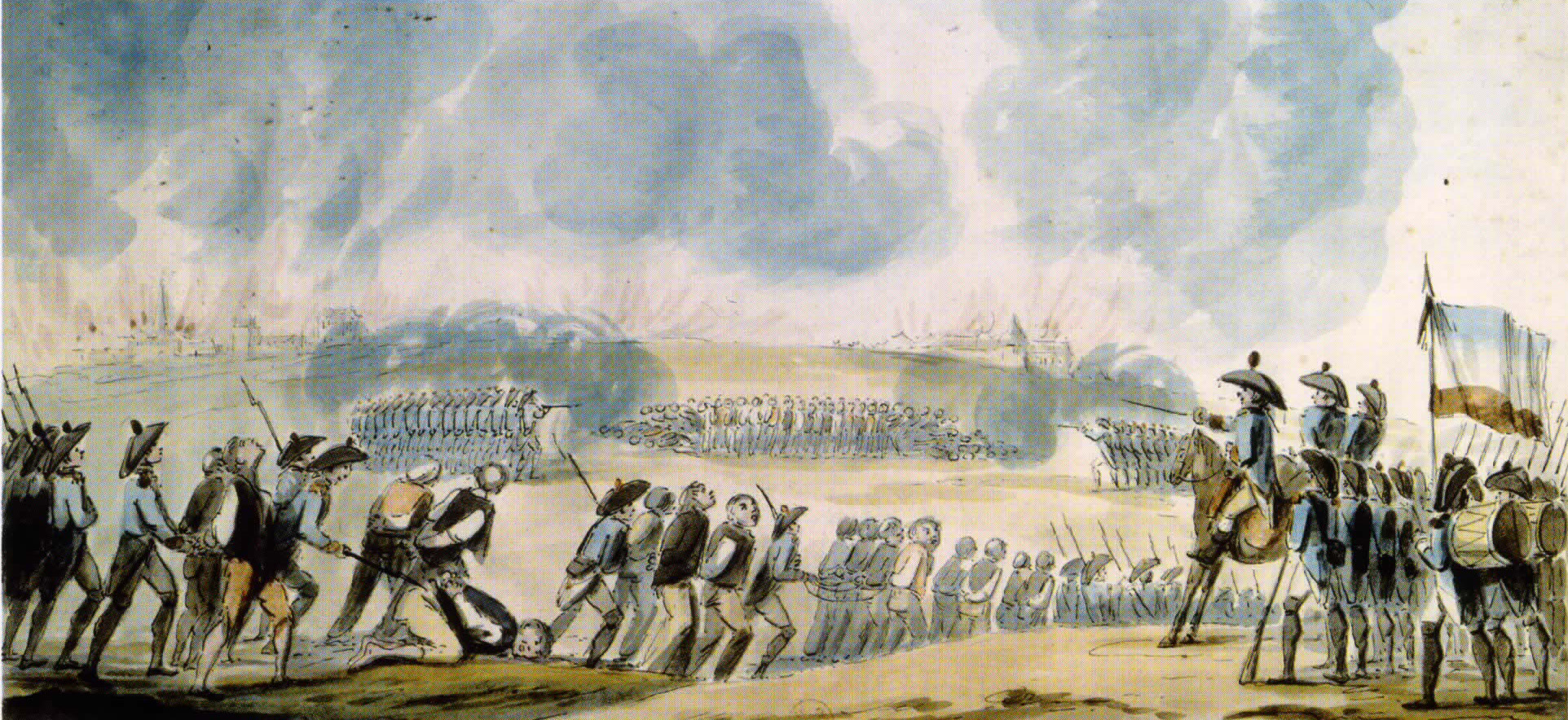
Afusellaments massius a Nantes, 1793

El clímax es va assolir amb la celebració de la Deessa "Raó" a la Catedral de Notre Dame el 10 de novembre.
Sota amenaça de mort, presó, reclutament militar o pèrdua d'ingressos, prop de 20.000 sacerdots constitucionals es van veure obligats a renunciar o lliurar les seves cartes d'ordenació i 6.000-9.000 van ser obligats a casar-se, i molts van cessar de dur a terme les seves funcions ministerials. Alguns dels que va abdicar duien al terme el seu ministeri en secret a la gent. A finals de la dècada, al voltant de 30.000 sacerdots es van veure obligats a sortir de França, i milers de persones que no van marxar van ser executades. La major part de França es va quedar sense els serveis d'un sacerdot, privada dels sagraments i qualsevol sacerdot que no jurés s'exposava a la guillotina o a la deportació a la Guaiana Francesa.
El març de 1793, el reclutament requerit als vendeans perquè complissin amb la quota del seu districte de 300.000 habitants enfurí la població, que van prendre les armes com a "L'exèrcit catòlic"; "Reial" es va afegir més tard, i va lluitar per aconseguir "per damunt de tot la reobertura de les seves esglésies parroquials amb els seus antics sacerdots" Es va dur a terme una massacre de 6.000 presos de la Vendée, molts d'ells dones, després de la batalla de Savenay, juntament amb l'ofegament de 3.000 dones de la vila a Pont-au-Baux i 5.000 sacerdots vendeans, ancians, dones i nens morts per ofegament al riu Loira a Nantes en el que es va anomenar el "Bany nacional" - lligats en grups a barcasses que després foren enfonsades al Loira
Amb aquestes massacres van arribar ordres formals per a l'evacuació forçada, també es va iniciar una política de "Terra cremada": les granges van ser destruïdes, els conreus i boscos cremats i els pobles arrasats. Es va informar de moltes atrocitats i d'una campanya de gran matança universal dirigida als residents de la Vendée, independentment de la condició de combatent, afiliació política, edat o gènere. El juliol de 1796, el nombre estimat de vendeans morts oscil·lava entre 117.000 i 500.000, d'una població de prop de 800.000 persones. Alguns historiadors han anomenat aquestes massacres el primer genocidi modern, en concret perquè es va afirmar clarament la intenció d'exterminar els catòlics de la Vendée, tot i que d'altres han rebutjat aquestes afirmacions.

## Era moderna (1815-1989)

### Imperi Otomà

Metropolitans greco-ortodoxos a l'Àsia Menor, ca. 1880. Des de 1923 només la metròpolis de Calcedònia conserva una petita comunitat.

En 1842, els assiris que vivien a les muntanyes de Hakkâri al sud-est d'Anatòlia s'enfrontaren a un massiu atac sense provocació per part de les forces otomanes i irregulars kurds, el que va donar lloc a la mort de desenes de milers d'indefensos cristians assiris.
Entre 1894 i 1897 es va produir una important massacre important d'assiris i armenis a l'Imperi Otomà per part de tropes turques i els seus partidaris kurds durant el govern del sultà Abdul Hamid II (les Massacres hamidianes). Els motius d'aquestes massacres van ser un intent de reafirmar el panislamisme en l'Imperi Otomà, el ressentiment per la comparativa riquesa de les antigues comunitats cristianes autòctones, i el temor que volguessin separar-se de l'Imperi Otomà que trontollava. Assiris i armenis van ser massacrats a Diyarbakir, Hasankeyf, Sivas i altres parts d'Anatòlia i el nord de Mesopotàmia, pel sultà Abdul Hamid II. Aquests atacs van causar la mort de desenes de milers d'assiris i armenis i la forçada "otomanització" dels habitants de 245 aldees. Els soldats turcs saquejaren les restes dels assentaments i aquests posteriorment van ser robats i ocupats pels musulmans kurds. Dones i nens cristians desarmats van ser violats, torturats i assassinats.
El 1915, el govern dels Joves Turcs del col·lapsant Imperi Otomà perseguí les poblacions cristianes a Anatòlia, Pèrsia i nord de Mesopotàmia. L'atac per l'exèrcit otomà, inclosos els irregulars kurds i circassians, tingué un resultat estimat de 2,5 milions de morts, dividits entre aproximadament 1,2 milions de cristians armenis, 750.000 assiris i 750.000 grecs ortodoxos; també van ser assassinats un nombre indeterminats de georgians. El genocidi portà a la devastació de les antigues poblacions cristianes indígenes que havien existit a la regió durant milers d'anys.

### Unió Soviètica i països del Pacte de Varsòvia
Després de la Revolució de 1917, els bolxevics van emprendre un programa massiu per eliminar la influència de l'Església Ortodoxa Russa al govern, mentre prohibien l'antisemitisme en la societat russa i promovien l'ateisme d'Estat. Desenes de milers d'esglésies van ser destruïdes o convertides a altres usos, i molts membres del clergat van ser assassinats, incloses les execucions públiques i la presó pel que el govern anomenava "activitats contra el govern." Es va dur a terme una extensa campanya d'educació i propaganda per convèncer la gent, especialment els nens i joves, a abandonar les creences religioses. Aquesta persecució va comportar els assassinats intencionals de 500.000 seguidors ortodoxos al segle xx per la Unió Soviètica.
Aquesta persecució no només es va estendre als ortodoxos, sinó també a altres grups, com ara els mennonites, que van fugir en gran nombre a Amèrica.
Abans i després de la Revolució d'Octubre del 7 de novembre de 1917 (25 d'octubre en el Calendari Antic), es va produir un moviment dins de la Unió Soviètica per unir a tots els pobles del món sota el règim comunista (vegeu Internacional comunista)). Això incloïa els països del Bloc Europeu Oriental, així com els Estats dels Balcans. Atès que alguns d'aquests estats eslaus lligaven la seva herència ètnica a les seves esglésies ètniques, tant els pobles com la seva església van ser atacats per genocidi ètnic i polític per part dels soviètics i la seva forma d'ateisme d'Estat. La postura religiosa oficial dels soviètics va ser "la llibertat religiosa o la tolerància", encara que l'estat va establir l'ateisme com l'única veritat científica (vegeu també el Soviet o comitè de la Societat de tota la Unió per a la Difusió del Coneixement Científic i Polític o Znanie que fins al 1947 fou anomenat Lliga d'Ateus Militants i diversos grups d'Intelligentsia). La crítica de l'ateisme estava estrictament prohibida i, de vegades va comportar l'empresonament dels crítics. Entre les personalitats més destacades que van ser executades es poden citar el Metropolità Benjamí de Petrograd, el sacerdot i científic Pàvel Florenski i el bisbe Gorazd Pavlik.
El règim comunista va confiscar propietats de l'església, va ridiculitzar la religió, va assetjar els creients, i propagà l'ateisme a les escoles. Les accions cap a les religions particulars, però, van ser determinats pels interessos de l'Estat, i la majoria de les religions organitzades mai no van ser prohibides. S'estima que uns 500,000 cristians ortodoxos russos van ser martiritzats en els gulags pel govern soviètic, sense incloure la tortura o assassinats en altres branques dels cristianisme.
Algunes de les accions en contra dels sacerdots i els creients ortodoxos, juntament amb l'execució inclouen la tortura, l'enviament a camps de presoners, camps de treball o hospitals mentals.
El resultat de l'ateisme promogut per l'Estat va ser transformar l'Església en una Església perseguida i martiritzada. In the first five years after the Bolshevik revolution, 28 bishops and 1,200 priests were executed.

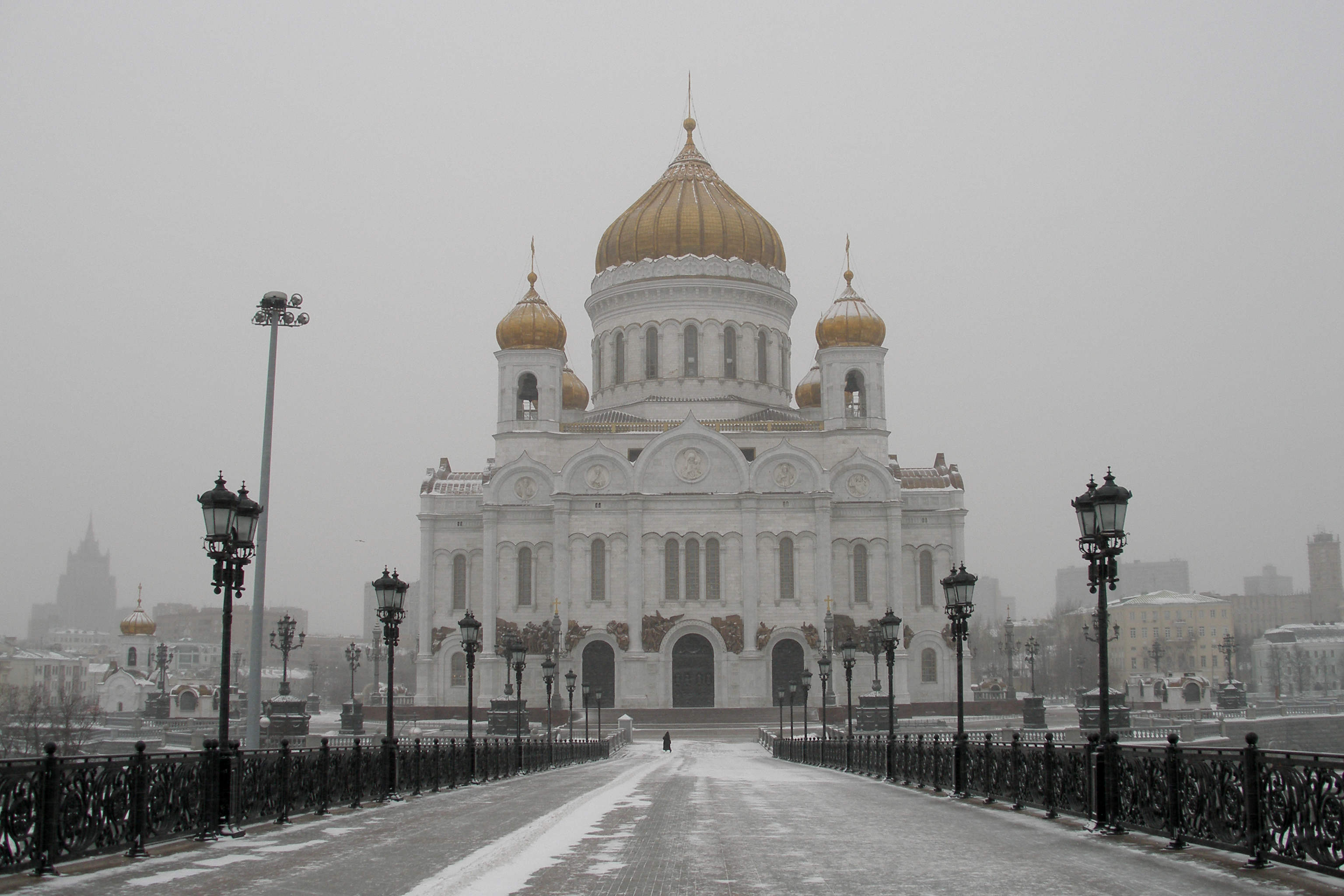
Catedral del Crist Salvador després de la seva reconstrucció

El principal objectiu de la campanya anti-religiosa als anys 20 i 30 fou l'Església Ortodoxa Russa, que tenia el nombre més important de fidels. Una gran part del seu clergat, i molts dels seus creients, foren afusellats o enviats a camps de treball. Les escoles teològiques van ser tancades, i les publicacions de l'església van ser prohibides. En el període entre 1927 i 1940, el nombre d'esglésies ortodoxes a la República Russa caigué des de 29.584 a menys de 500. Entre 1917 i 1940, 130.000 sacerdots ortodoxos van ser arrestats. L'extensa persecució i les disputes internes en el si de la jerarquia eclesiàstica conduïren al fet que la cadira del Patriarca de Moscou estigués vacant des del 1925 al 1943.
Després de l'atac nazi a la Unió Soviètica el 1941, Ióssif Stalin reviscolà l'Església Ortodoxa Russa per intensificar el suport patriòtic a l'esforç de guerra. Pels volts de 1957, unes 22.000 esglésies ortodoxes russes havien esdevingut actives. Però el 1959, Nikita Khrusxov inicià la seva pròpia campanya contra l'Església Ortodoxa Russa i forçà el tancament de prop de 12.000 esglésies. Pels volts del 1985, menys de 7.000 esglésies romanien actives.
A la Unió Soviètica, a més del metòdic tancament i destrucció d'esglésies, l'anterior tasca social i caritativa duta a terme per les autoritats eclesiàstiques passà a mans de l'Estat. Como totes les propietats privades, les mateixes propietats privatives de l'Església foren confiscades per a ús públic. Els pocs llocs de culte que quedaren a l'Església van ser vistos legalment com a propietat de l'Estat que el govern permetia d'utilitzar a l'església.
Després de l'arribada de l'educació universal finançada per l'Estat, a l'Església no se li va permetre dur a terme activitats educatives, d'ensenyament per als nens. Per als adults, només es permetia la formació en professions relacionades amb l'església. Fora de sermons durant la celebració de la litúrgia divina no podia instruir o evangelitzar als fidels o el seu jovent. La catequesi, les escoles religioses, els grups d'estudi, les escoles dominicals i les publicacions religioses eren totes il·legals i/o prohibides. Això va fer que molts tractats religiosos es distribuïssin com a literatura il·legal o samizdat. Aquesta persecució va continuar fins i tot després de la mort de Stalin i fins a la dissolució de la Unió Soviètica el 1991. Des de la caiguda de la Unió Soviètica, l'Església Ortodoxa Russa ha reconegut u nombre de Nous Màrtirs com a sants, alguns executats durant les Operacions massives de l'NKVD sota directrius com l'ordre de la NKVD núm. 00447.

### Segles XIX i XX a Mèxic
Al segle xix, el President de Mèxic Benito Juárez va confiscar terres de l'Església. La política del govern mexicà contra l'Església Catòlica després de la Revolució Mexicana va culminar en la Constitució de 1917, que contenia nombrosos articles que els catòlics percebien com una violació dels seus drets civils: prohibició d'ordes religiosos monàstics, prohibició del culte públic fora dels edificis de l'església, restricció dels drets d'organitzacions religioses a la mateixa propietat, i eliminació dels drets civils bàsics dels membres del clergat (als sacerdots i líders religiosos se'ls va impedir l'ús dels seus hàbits, se'ls va negar el dret al vot, i no se'ls va permetre de comentar pública assumptes en la premsa i se'ls va negar el dret a un judici per violació de lleis anticlericals). Quan la Unió Soviètica va obrir la seva primera ambaixada al món, ho feu a Mèxic, i l'ambaixador soviètic va assenyalar que "no hi ha dos països que mostrin més similituds que la Unió Soviètica i Mèxic".
Quan l'Església va condemnar públicament les mesures anticlericals que no havien estat prou forçades, el president ateu Plutarco Elías Calles va tractar de fer complir vigorosament les disposicions i la promulgada legislació anticatòlica addicional, coneguda com la "Llei Calles". En aquest moment, alguns en el govern dels Estats Units, tenint en compte el règim bolxevic de Calles, van començar a referir-se a Mèxic com a "Mèxic Soviètic".
Cansats de la persecució, va començar en moltes parts del país una rebel·lió popular anomenada la Guerra Cristera (anomenada així perquè els rebels sentien que estaven lluitant pel mateix Crist). Els efectes de la persecució contra l'Església van ser profunds. Entre 1926 i 1934, almenys 40 sacerdots van ser assassinats

### Antimormonisme
El Moviment dels Sants dels Últims Dies (mormons) ha estat perseguit des de la seva fundació a la dècada del 1830. Aquesta persecució els conduí des de Nova York i Ohio a Missouri, on continuaren patint violents atacs. El 1838, el governador Lilburn Boggs declarà que els mormons havien fet la guerra a l'estat de Missouri, i "havien de ser tractats com a enemics, i havien de ser exterminats o expulsats de l'estat" Almenys 10.000 d'ells van ser expulsats de l'estat. En el més violents dels aldarulls en aquella època, la Massacre de Haun's Mill, 17 membres d'aquesta confessió van ser assassinats per una torba anti-mormona i 13 van ser ferits. L'Ordre d'Exterminació signada pel governador Boggs no fou invalidada fins al 25 de juny del 1976, 137 anys després de ser signada.
Els mormons posteriorment van fugir a Nauvoo, Illinois, on les hostilitats es van intensificar de nou. A Carthage, Illinois, on Joseph Smith es trobava detingut pel delicte de traïció a la pàtria, una torba va irrompre a la presó i el va matar. El germà de Smith, Hyrum, també fou assassinat. Després d'una crisi de successió, molts s'uniren sota Brigham Young, que va organitzar l'evacuació dels Estats Units després que el govern federal es va negar a protegir-los. 70,000 Pioners mormons creuaren les Grans Planes per assentar-se a la Vall del Llac Salat i àrees del voltant. Després de la Intervenció nord-americana a Mèxic, la zona va esdevenir l'estatunidenc Territori de Utah. Durant els següents 46 anys, el govern federal va dirigir diverses accions contra els mormons al Corredor Mormó, inclosa la Guerra de Utah, Llei Morill contra la bigàmia, Llei Poland Act, Reynolds contra els Estats Units, Llei Edmunds, i la Llei Edmunds-Tucker.

### Espanya

#### Anticatolicisme
La persecució dels catòlics majoritàriament, abans i al començament de la guerra civil espanyola (1936–1939), implicat l'assassinat de gairebé 7.000 sacerdots i altres clergues, així com milers de laics, per part de gairebé tots els grups d'esquerra, a causa de la seva fe. El govern republicà que havia arribat al poder a Espanya el 1931 era fortament anti-catòlic, i prohibí l'educació religiosa - fins i tot a l'escola privada, i prohibí qualsevol tipus d'educació per part d'instituts religiosos, embargà béns de l'Església i expulsà els jesuïtes del país. El juny del 1933 el Papa Pius XI escrigué l'encíclica Dilectissima Nobis, en la qual descriu l'expropiació de tots els edificis de l'Església, residències episcopals, cases parroquials, seminaris i monestirs. Segons la llei, esdevenien propietat de l'Estat espanyol, al qual l'Església havia de pagar un lloguer i impostos per tal de continuar usant aquestes propietats. "Així, per llei, l'Església Catòlica està obligada a pagar impostos sobre el que li va ser violentament arrabassat" Els prnaments religiosos, instruments litúrgics, estàtues, quadres, gerros, joies i objectes similars necessaris per al culte també van ser expropiats o profanats. Nombroses esglésies i temples van ser destruïts per foc després que van ser nacionalitzats. Totes les escoles privades dirigides per institucions religioses catòliques van ser expropiades. El propòsit era crear escoles exclusivament seculars al seu lloc. El Papa Pius XI, que es va enfrontar a persecucions similars a l'URSS i Mèxic, va demanar als catòlics espanyols que es defensessin de la persecució amb tots els mitjans legals.
Durant la Guerra Civil Espanyola de 1936-1939, i sobretot en els primers mesos del conflicte, tant clergues individuals com comunitats religioses senceres van ser executats pels esquerrans, que incloïen comunistes i anarquistes. El peatge de la mort del clergat d'aquest grup inclogué 13 bisbes, 4.172 sacerdots diocesans i seminaristes, 2.364 monjos i frares i 283 monges, per a un total de 6.832 víctimes del clergat.
A més dels assassinats de clergues i fidels, la destrucció d'esglésies i profanació de llocs i objectes sagrats foren generalitzats. Només durant la nit del 19 de juliol de 1936 es van cremar una cinquantena d'esglésies. A Barcelona, de les 58 esglésies, només la Catedral es va salvar, i profanacions similars van ocórrer en gairebé tota l'Espanya republicana.
Les excepcions foren Biscaia i Guipúscoa on els cristiano-demòcrates del Partit Nacionalista Basc, després d'algunes vacil·lacions, recolzaren la República, mentre que aturaven la persecució a les zones controlades pel Govern basc. La profanació no es va limitar a les esglésies catòliques: també les sinagogues i esglésies protestants van ser saquejades i tancades. Algunes petites esglésies protestants es van salvar.
El terror ha estat qualificat com la "persecució més extensa i violenta del catolicisme en la història occidental, d'alguna manera encara més intensa que la de la Revolució Francesa." La persecució va portar als catòlics al bàndol nacional, fins i tot més del que es podia esperar, ja que aquests defensava els seus interessos religiosos i la seva supervivència.

#### Antiprotestantisme
Durant el règim autoritari de Francisco Franco (1936–1975), el protestantisme fou deliberadament marginat i perseguit. Durant la Guerra Civil, el règim de Franco perseguí els 30.000 protestants del país i forçà molts pastors protestants a deixar el país. Un cop es va establir el règim autoritari, els bisbes no catòlics foren detinguts per la policia i les escoles protestants van ser tancades. Tot i que el 1945, la legislació espanyola concedia llibertat de culte privat, els protestants van patir discriminació legal i els serveis religiosos no catòlics no estaven permesos públicament, en la mesura que no podien estar en els edificis que tinguessin signes exteriors que indiquessin que era una casa de culte i que les activitats públiques estaven prohibides.
Mentre que l'Església Catòlica va ser declarada oficial i va gaudir d'una estreta relació amb l'estat, parts del clergat basc albergaven idees nacionalistes oposades al centralisme espanyol i van ser perseguits i empresonats en una "presó concordatòria" reservada per a clergues convictes.

### Alemanya Nazi
Hitler i els nazis tenien algun suport de les comunitats cristianes, sobretot a causa d'una causa comuna en contra dels comunistes anti-religiosos.
Un cop al poder, els nazis s'atansaren a consolidar el seu poder sobre les esglésies alemanyes i que estiguessin d'acord amb els ideals nazis. Molts historiadors diuen que Hitler tenia un pla encobert general, que alguns diuen que existia fins i tot abans d'ascens dels nazis al poder, per destruir el cristianisme en el Reich, que s'havia de dur a terme a través del control i la subversió de les esglésies i que seria completat després de la guerra.
El Tercer Reich fundà la seva pròpia versió del cristianisme, anomenada Cristianisme Positiu que feia destacats canvis en la seva interpretació de la Bíblia en què deia que Jesús de Natzaret era el Fill de Déu, però no un jueu i afirmava que Crist menyspreava els jueus, i que els jueus van ser els únics responsables de la mort de Crist. Per tant, el govern nazi va consolidar el poder religiós, usant aliats per consolidar les esglésies protestants com ara l'Església protestant del Reich. El projecte sincretista d'un Cristianisme Positiu fou abandonat el 1940.
Cristians dissidents van passar a la clandestinitat i va formar l'Església Confessant, que fou perseguida com un grup subversiu pel govern nazi. Molts dels seus líders van ser arrestats i enviats a camps de concentració, i va sortir de la clandestinitat majoritàriament sense líders.
L'Església catòlica va ser suprimida a Polònia. Entre 1939 i 1945, s'estima que 3.000 membres, el 18% del clergat polonès, van ser assassinats;1.992 dels quals van morir en camps de concentració. En el territori annexat del Reichsgau Wartheland, la repressió va ser encara més dura que en altres llocs. Les esglésies van ser tancades de forma sistemàtica, i la majoria dels sacerdots van ser assassinats o bé, empresonats o deportats al Govern General.
Els alemanys també van tancar els seminaris i convents i perseguiren monjos i monges. A Pomerània, tots menys 20 dels 650 sacerdots van ser assassinats o enviats a camps de concentració. 80% del clergat catòlic i els cinc dels bisbes de Warthegau van ser enviats a camps de concentració el 1939. A la ciutat de Breslau, el 49% dels seus sacerdots catòlics van ser assassinats, i a Chełmno, el 48%. 108 d'ells són considerats com a màrtirs beneïts. Entre ells, Maksymilian Maria Kolbe fou canonitzat com a sant.
No només eren cristians polonesos i alemanys perseguits pels nazis; només al Camp de concentració de Dachau, 2.600 sacerdots catòlics de 24 països diferents van ser assassinats. Fora del principal corrent del cristianisme, els Testimonis de Jehovà van ser blancs directes de l'Holocaust, per negar-se a jurar lleialtat al govern nazi. A molts Testimonis de Jehovà se'ls va donar l'oportunitat de negar la seva fe i jurar lleialtat a l'Estat, però pocs estaven d'acord.

### Testimonis de Jehovà

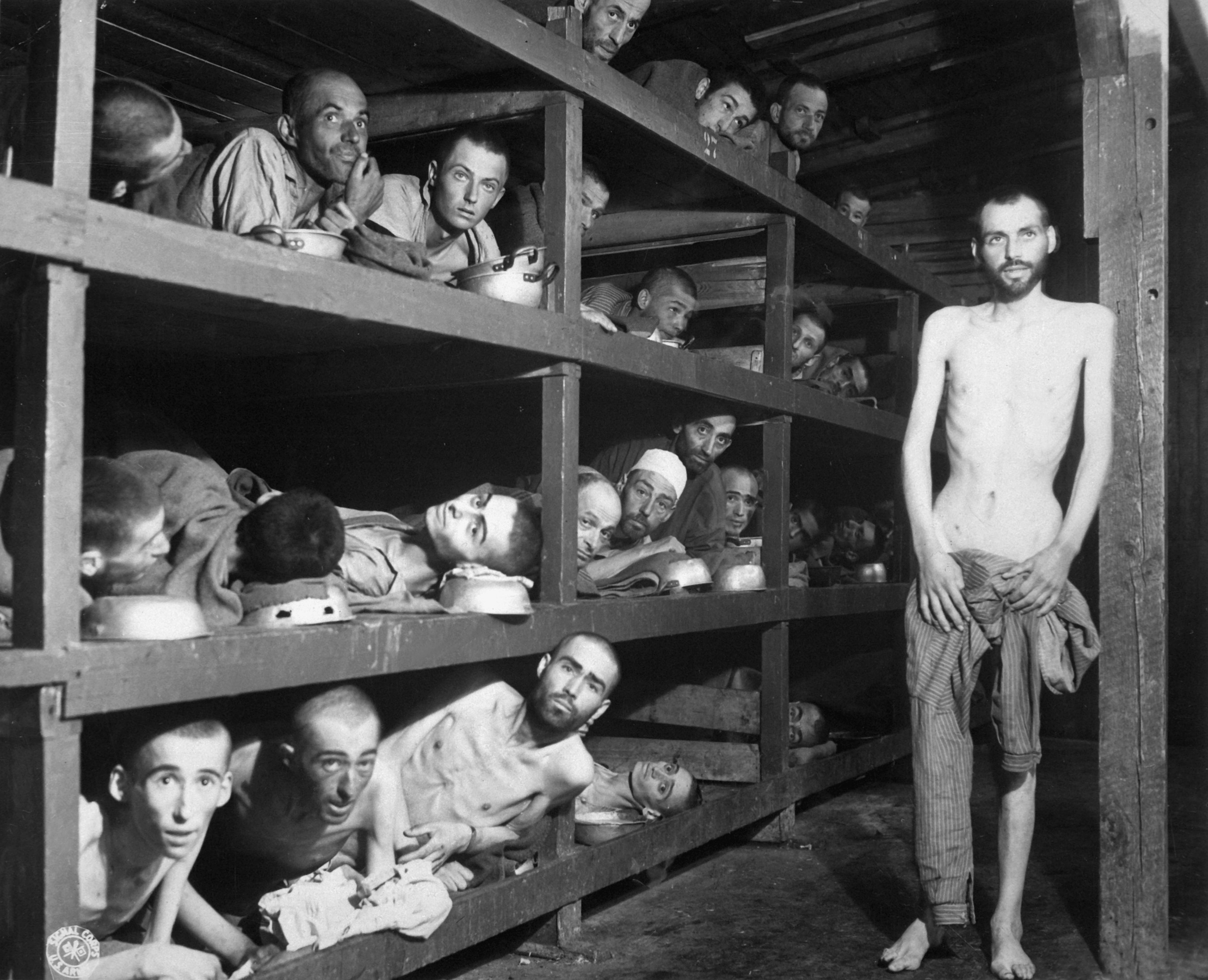
El camp de concentració de Buchenwald és un dels camps en què van treballar els Testimonis de Jehovà presoners.

Des que Charles Taze Russell hagués format el grup d'estudiants de la Bíblia després de la Guerra Civil dels Estats Units no hi hagué cap posicionament formal sobre el servei militar fins a 1914, quan el cos es va pronunciar en contra del servei militar. Els Testimonis de Jehovà tenen prohibit, per la seva religió, de cometre actes de violència, o unir-se a les forces armades.
A l'Alemanya nazi en la dècada de 1930 i principis de 1940, els testimonis de Jehovà es van negar a renunciar a la neutralitat política i foren ubicats en camps de concentració com a resultat d'això. El govern nazi va donar als Testimonis de Jehovà detinguts l'opció d'alliberament mitjançant la signatura d'un document que indiqués la renúncia de la seva fe, la submissió a l'autoritat de l'Estat, i el suport als militars alemanys.
L'historiador Hans Hesse va dir: "Uns cinc mil testimonis de Jehovà van ser enviats a camps de concentració on només ells eren "presoners voluntaris", anomenats així perquè en el moment que es retractessin dels seus punts de vista podrien ser alliberats. Alguns van perdre la vida en els camps, però pocs van renunciar a la seva fe".
L'animositat política i religiosa contra els testimonis de Jehovà a vegades ha portat a l'oclocràcia i l'opressió governamental en diversos països, inclosos Cuba, els Estats Units, Canadà i Singapur. La doctrina religiosa de la neutralitat política ha conduït a l'empresonament dels membres que en algun moment han rebutjat el servei militar obligatori (per exemple al Regne Unit durant la Segona Guerra Mundial i, posteriorment, durant el període de servei nacional obligatori).

## Actualitat
L'any 2001, el nombre de cristians assassinats per motius de la seva fe seria superior a 160.000.
Entre els anys 2003 i 2009, segons ha informat AsiaNews al desembre 2009, haurien estat assassinats al voltant de 2000 cristians a l'Iraq. A causa de la inestabilitat i dels atacs dirigits contra cristians, molts d'ells han fugit a altres territoris : dels prop de 800 mil cristians que hi havia el 2003, es calcula que quedaven 450.000 el 2010.
Pel que fa a l'Índia, entre 2008 i 2010 es van registrar més de 1.000 episodis anticristians en l'estat de Karnataka, segons es va informar al març de 2010 A l'estat d'Orissa, entre els anys 2008-2010 més de 4.000 cristians van patir persecució i pressions per convertir-se a la religió hindú.
Segons unes declaracions de Mario Mauro a l'agost 2010, que fungía llavors com a representant de l'OSCE contra la discriminació dels cristians, de 100 persones que moren a l'any per persecució religiosa, 75 serien cristians Aquest mateix mes d'agost de 2010, monsenyor Mario Toso, secretari del Consell Pontifici per a la Justícia i la Pau, va declarar que els cristians eren el grup religiós més perseguit al món. Hi hauria, segons les dades d'aquest any, uns 200 milions de cristians en situacions de persecució. En canvi, segons un informe publicat també el 2010 per la Comissió de les Conferències Episcopals Europees, el nombre de cristians perseguits estaria al voltant de la xifra de 100 milions.
Pel que fa al nombre de cristians morts anualment per la seva fe, segons una declaració feta pública el juny de 2011 per Massimo Introvigne, representant de l'Organització per a la Seguretat i la Cooperació a Europa (OSCE) per a la lluita contra la intolerància i la discriminació contra els cristians, estaríem parlant de 105.000 morts a l'any. La xifra va ser posada en qüestió, sia per la manera en què es va obtenir o pel fet de ser molt elevada en si mateixa. Segons un altre estudi, el nombre de cristians assassinats anualment durant la primera dècada del segle xxi seria de 10.000.
En el present, es registren exemples d'intolerància o persecució cap a cristians particularment en països de l'Àfrica, entre ells, Egipte, Marroc, Nigèria, Kenya, República Centreafricana, ia Àsia, en països com Pakistan, Indonèsia, regions de l'Índia, Laos, i Aràbia Saudita, on fins i tot està prohibida l'obertura de temples cristians.